# Jacques Wala
Jacques Joseph Wala (Mont Plainchamp bij Neufchâteau, 19 mei 1804 - Dinant, 17 mei 1872) was een Belgisch volksvertegenwoordiger.

## Levensloop
Wala was een zoon van de landbouwer Jacques Wala en van Marie-Anne Julien. Hij trouwde met Henriette Nicaise.
Van 1831 tot aan zijn dood was hij pleitbezorger (avoué) voor het arrondissement Dinant tot aan zijn dood. Van 1861 tot 1872 was hij burgemeester van Dinant.
In 1857 werd hij verkozen tot liberaal volksvertegenwoordiger voor het arrondissement Dinant en vervulde dit mandaat tot in 1859.
Hij was lid van een vrijmetselaarsloge.